# Savoia 1908
El Savoia 1908 es un club de fútbol de Italia, con sede en Torre Annunziata, en Campania. Fue fundado en 1908 y refundado en varias oportunidades. Compite en la Serie D, cuarta categoría del fútbol italiano.

## Estadio

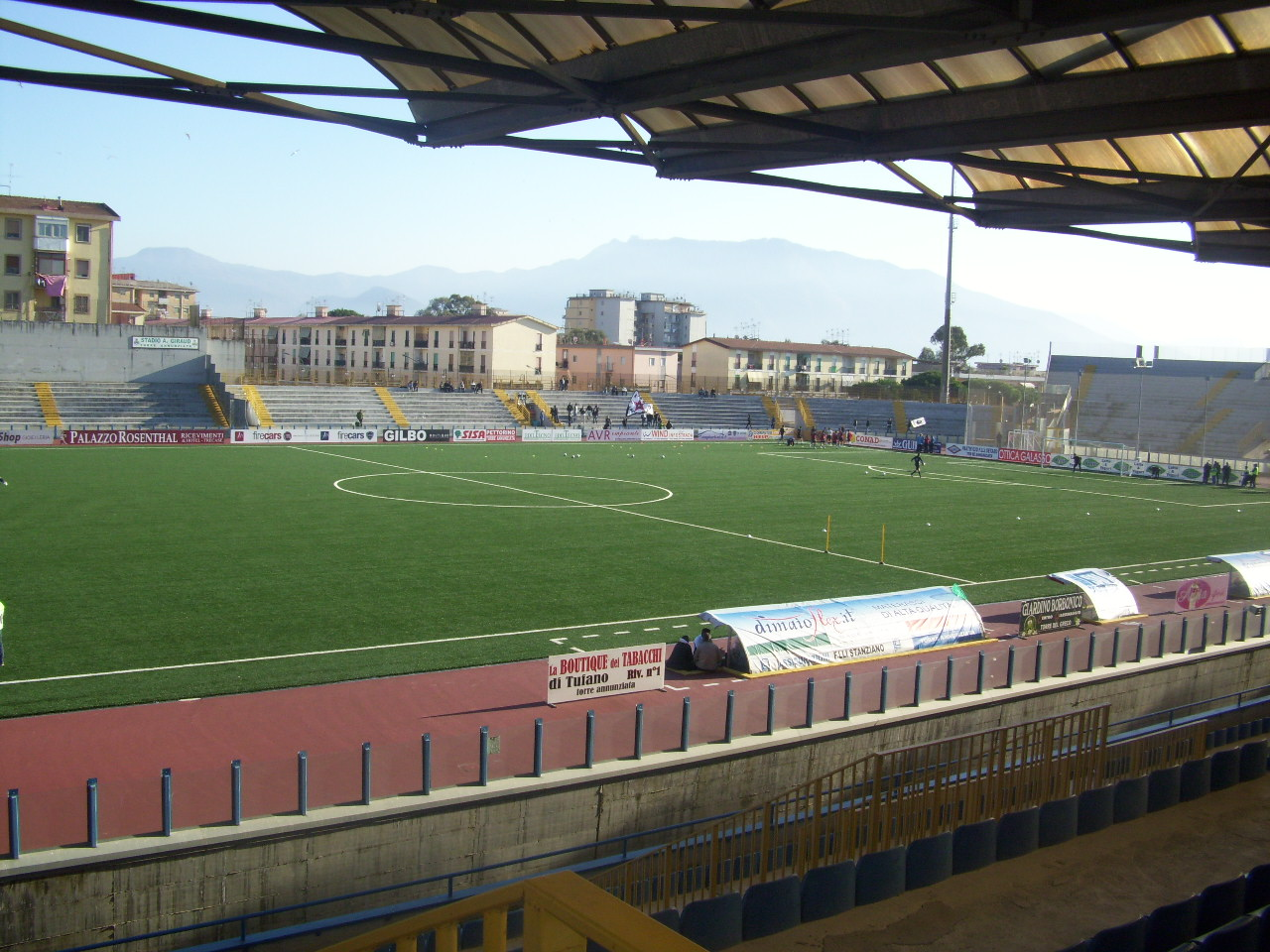
Stadio Giraud.

El Savoia juega en el Estadio Alfredo Giraud de Torre Annunziata, con capacidad de 12.750 espectadores.

## Palmarés

### Torneos nacionales
- Campeonato de Italia del Sur (1): 1923-24
- Serie D (4): 1964-65 (Grupo F), 1969-70 (Grupo G), 1989-90 (Grupo M), 2013-14 (Grupo I)

### Torneos regionales
- Coppa Giordano (1): 1920-21
- Campionato Campano (5): 1922-23, 1923-24, 1924-25, 1929-30, 1974-75
- Terza Divisione (1): 1929-30
- Prima Divisione Campania (1): 1937-38
- Coppa Campania (1): 1937-38
- Targa Capocci (1): 1937-38
- Promozione Campania (3): 1953-54, 1974-75, 2010-2011
- Prima Categoria (1): 1963-64 (Grupo B)
- Eccellenza Campania (3): 2001-02 (Grupo A), 2011-12 (Grupo A), 2017-18 (Grupo A)
- Copa Italia de Aficionados Campania (2): 2011-12, 2017-18